# Cómo matar a la propia esposa
Cómo matar a la propia esposa (How to Murder Your Wife) es una comedia estadounidense de 1965 con actuación principal de Jack Lemmon y Virna Lisi. Está dirigida por Richard Quine, que también dirigió a Lemmon en Mi Hermana Eileen, It Happened to Jane, Operation Mad Ball y Bell, Book and Candle.

## Argumento
Stanley Ford (Jack Lemmon) es un exitoso, y afortunadamente soltero, dibujante de tiras cómicas para el periódico. Disfruta las comodidades de una existencia cómoda en un edificio urbano, incluyendo los servicios de su leal y atento mayordomo, Charles Firbank (Terry-Thomas). La tira de cómic de Stanley, Bash Brannigan, es un thriller sobre un agente secreto caracterizado por un alto nivel de realismo: todo lo que Stanley no sea capaz de hacer por él mismo, no se lo obligará a hacer a Bash. Por ello, antes de crear una historia en su tira cómica, Stanley ejecuta la acción primero. Contrata a actores e interpreta el rol de Bash mientras Charles toma fotografías que Stanley utiliza de referencia para dibujar.
En la despedida de soltero de su amigo Tobey Rawlins (Max Showalter), Stanley se emborracha y le propone matrimonio a una hermosa chica italiana (Lisi) quien sale de un pastel gigante llevando puesto únicamente un bikini de crema. Un igualmente ebrio juez (Sidney Blackmer) consigue realizar la boda. A la mañana siguiente, Stanley despierta con la chica, ahora su esposa, desnuda en la cama junto a él. Acude a su abogado Harold Lampson (Eddie Mayehoff) para lograr el divorcio, pero Lampson le informa que esto es imposible sin justificación legal.
La nueva esposa de Stanley es alegre, afectuosa, y sexy, pero no habla inglés. Para aprender la lengua,  pasa el tiempo con la esposa manipuladora y controladora de Harold, Edna (Trevor), quien habla italiano. Desafortunadamente, en el proceso, también aprende los comportamientos de Edna. Entretanto, Charles, que tiene una política de no trabajar para parejas casadas, consigue un trabajo nuevo con Rawlins, el soltero de la despedida al que su novia dejó plantado. Sin la presencia de Charles, la Señora Ford llena el baño de Stanley con productos de belleza y lencería, y no le deja conciliar el sueño a causa de la televisión, que utiliza para aprender inglés. Para complicarlo todo, Stanley empieza a engordar a causa de la comida casera italiana que ella le prepara y ésta le informa de que su madre vendrá desde Roma a vivir con ellos.
Ajustando a su nuevo estado marital, Stanley cambia al Bash Brannigan de su historieta convirtiéndole en un esposo torpe basado en sus propias experiencias maritales. Las nuevas historietas de Los Brannigans alcanzan un gran éxito. Aun así, la Señora Ford continúa cambiando el estilo de vida de Stanley. Cada vez más irritado por las restricciones de su vida de casado, Stanley forma una reunión en un club exclusivo para hombres. Cuando Edna se entera de la reunión,  telefonea a la Señora Ford y despierta sus sospechas sobre las actividades de Stanley. La Señora Ford entonces aparece en el club, con el resultado de que Stanley es expulsado del club por violar la regla de no entrada a las mujeres.
Sintiendo la necesidad de descargar sus frustraciones, Stanley idea el asesinato de la Señora Brannigan en su tira de cómic durmiéndola con "barbitúricos" y enterrando su cadáver en la hormigonera situada en la obra que está junto a su casa, de forma que Brannigan pueda retomar su carrera como agente secreto. Organiza una fiesta donde droga a su esposa y la lleva a la cama. Sin embargo, la realidad no se ajusta al plan de asesinato de la Señora Brannigan ya que Stanley utiliza un maniquí con gran parecido a su esposa para desarrollar la hazaña prevista.
Al despertar, ella ve la historieta que describe el plan de asesinato de Stanley y se da cuenta de que su marido no la quiere por lo que decide marcharse sin decir nada. Después de leer la historieta en los diarios, la policía concluye que Stanley asesinó a su esposa ya que la Señora Ford ha desaparecido. Stanley es arrestado y acusado de asesinato, y sus historietas son utilizadas como prueba. En el juicio, sin embargo, se defiende haciendo ver a los hombres que toman parte en el juicio que estar casado es una desdicha y que no tienen que dejar manipularse por sus esposas, autoinculpándose del asesinato de su esposa alegando que fue justificado. Finalmente es absuelto.
Stanley encuentra a su esposa en la cama cuando va casa. Charles le recuerda que ahora es libre de matar a su esposa sin consecuencias legales ya que la ley estadounidense le ampara diciendo que si ha sido absuelto en una ocasión no puede ser juzgado otra vez por lo mismo. Aun así, Stanley ha descubierto que está enamorado de ella y se reconcilian.  Entretanto, Charles conoce a la atractiva madre de la Señora Ford. La película acaba cuando Charles cierra la puerta de su habitación delante de la cámara dando a entender que van a compartir un momento romántico.

### Tira de cómic

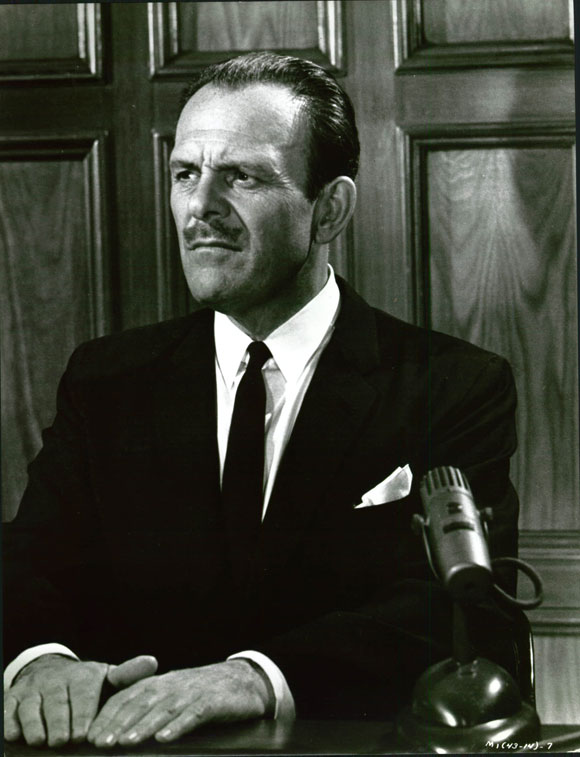
Terry-Thomas en el estrado

El arte de tira del cómic en la película estuvo acreditado a Mel Keefer, quien dibujó tiras como Perry Mason, Mac Divot, y Rick O'Shay. Alex Toth realizó un cómic al estilo de Keefer que apareció en The Hollywood Reporter y varios periódicos durante diez días para promocionar la película.

## Reparto
- Jack Lemmon como Stanley Ford.
- Virna Lisi como la Señora Ford. Su verdadero nombre no es revelado.
- Terry-Thomas como Charles Firbank.
- Eddie Mayehoff como Harold Lampson.
- Claire Trevor como Edna Lampson.
- Mary Wickes como la secretaria de Harold.
- Jack Albertson como el Dr. Bentley.
- Sidney Blackmer como el Juez Blackstone.
- Max Showalter como Tobey Rawlins.
- Alan Hewitt como el Abogado del Distrito.
- Barry Kelley como el Miembro del Club en la Habitación de Vapor.
- William Bryant como el Trabajador de la Construcción.